# Rompón (bebida)
El rompón o ron pon es una bebida chilena hecha a base de aguardiente, leche, huevos y esencias típica de la gastronomía chilota.

## Origen
Se estima que la palabra rompón correspondía a la versión española de esta bebida que habría llegado a América, expandiéndose desde los conventos. El término rom indica que era a base de ron, por lo que difícilmente podría haber sido elaborado antes de mediados del siglo XVII, época en que se documenta la elaboración temprana de ron en América, fecha que dista de la llegada española a México.

## Descripción
Esta bebida es dulce y de textura cremosa que se sirve fría característica del archipiélago de Chiloé, sobre todo de la ciudad de Chonchi, similar al rompope mexicano.
Se prepara con una base de aguardiente, a la que se le agrega leche, huevos, diversas esencias y clavos de olor. También se le agrega azúcar a gusto o canela si se desea.
Actualmente, es común encontrarlo en Chiloé, sobre todo en la época de Navidad, como un sustituto local del cola de mono y otras preparaciones similares.